# 卡拉塔菲米塞杰斯塔
卡拉塔菲米塞杰斯塔（義大利語：Calatafimi Segesta），通称卡拉塔菲米，是意大利西西里大区特拉帕尼省的一个市镇。总面积154.79平方公里，人口7097人，人口密度45.8人/平方公里（2009年）。ISTAT代码为081003。